# Phoenix Park
Phoenix Park (irsky Páirc an Fhionnuisce) je veřejný park v irském hlavním městě Dublinu. Leží severozápadně od městského centra u cesty do Blanchardstownu a jeho hranici tvoří řeka Liffey. S rozlohou 707 hektarů patří k největším městským parkům v Evropě.
Oblast patřila Maltézskému řádu a po rušení anglických klášterů se stala královským majetkem. V roce 1662 zde byla zřízena obora s jeleny evropskými a v roce 1747 ji místokrál Philip Dormer Stanhope, 4. hrabě z Chesterfieldu zpřístupnil veřejnosti. Moderní podobu parku vytvořil v devatenáctém století krajinný architekt Decimus Burton. Ve Phoenix Parku roste 351 druhů rostlin.
V parku se nachází Dublinská zoologická zahrada. Významnými stavbami jsou rezidence irského prezidenta Áras an Uachtaráin, zámek Farmleigh, sloužící k ubytování státních návštěv, a sídlo velvyslance USA v Irsku. Obelisk věnovaný generálu Wellingtonovi je vysoký 62 metrů a vytvořil ho Robert Smirke. Pevnost Magazine Fort byla založena roku 1735 a vojenským účelům sloužila do roku 1988. Budova St. Mary's Hospital je využívána jako domov důchodců. Informační centrum je umístěno ve věži Ashtown Castle z patnáctého století.
Irští nacionalisté zde 6. května 1882 spáchali atentát, při němž byli zabiti Frederick Charles Cavendish a Thomas Henry Burke. O Phoenix Parku se ve svých knihách zmiňuje James Joyce. V letech 1929 až 1931 se zde jezdila automobilová Irish International Grand Prix. V září 1979 sloužil v parku papež Jan Pavel II. mši pro více než milion věřících. Od roku 2003 se zde pořádá běžecký závod Great Ireland Run. Místo je také často využíváno ke koncertům pod otevřeným nebem.
Irsko požádalo o zařazení lokality na seznam Světového dědictví.